# Bellville Township
Bellville Township est un township du comté de Pocahontas en Iowa, aux États-Unis,.
Le township est baptisé en l'honneur de William Bell, un colon.

## Source de la traduction
- (en) Cet article est partiellement ou en totalité issu de l’article de Wikipédia en anglais intitulé « Bellville Township, Pocahontas County, Iowa » (voir la liste des auteurs).